# The Amazing Partnership
The Amazing Partnership est un film britannique réalisé par George Ridgwell, sorti en 1921.

## Fiche technique
- Titre original : The Amazing Partnership
- Réalisation : George Ridgwell
- Scénario : Charles Barnett, d'après la nouvelle homonyme d'E. Phillips Oppenheim
- Société de production : Stoll Picture Productions
- Société de distribution : Stoll Picture Productions
- Pays de production :  Royaume-Uni
- Langue originale : anglais
- Format : noir et blanc — 35 mm — 1,37:1 — Film muet
- Genre : Film policier
- Durée : 5 bobines
- Date de sortie : 
  - Royaume-Uni : juin 1921

## Distribution
- Milton Rosmer : Pryde
- Gladys Mason : Grace Burton
- Arthur Walcott : Julius Hatten
- Temple Bell : Stella
- Teddy Arundell : Baron Feldemay
- Robert Vallis : l'acolyte du Baron
- Harry J. North : Jean Marchand
- Charles Barnett : M. DuPay